# Chociński Młyn
Chociński Młyn (kaszb. Chòcyńsczi Młin lub też Stari Mòst, Chòczińsczi Młin, niem. Chotzenmühl) – wieś kaszubska w Polsce położona w województwie pomorskim, w powiecie chojnickim, w gminie Chojnice, nad rzeką Chociną. Wieś jest częścią składową sołectwa Swornegacie. 
Około 1750 w miejscowości wybudowano tartak o konstrukcji słupowo-ramowej z napędem koła wodnego (brak jednak danych potwierdzających dokładną datę powstania tartaku). W latach 60. XVIII wieku starościna człuchowska, księżna Anna Radziwiłłowa, wyasygnowała sporą sumę na odbudowę tartaku. Z czasem Chociński Młyn zaczął pełnić funkcję przydrożnej karczmy. W 1968 rozebrano młyn. W latach 1975–1998 miejscowość administracyjnie należała do województwa bydgoskiego.
Chociński Młyn jest położony na terenie Zaborskiego Parku Krajobrazowego przy trasie drogi wojewódzkiej nr 236. Połączenie z centrum Chojnic umożliwiają autobusy komunikacji miejskiej (linia nr 1A).

## Zabytki
- Leśniczówka z poł. XIX w. o skromnych cechach klasycystycznych, nakryta dachem naczółkowym, obok chałupa zrębowa[5].
- Zniszczony tartak wodny z XIX w. z wielkim kołem napędowym.
- Dom podcieniowy z początku XX w.